# Jüdischer Friedhof Flonheim

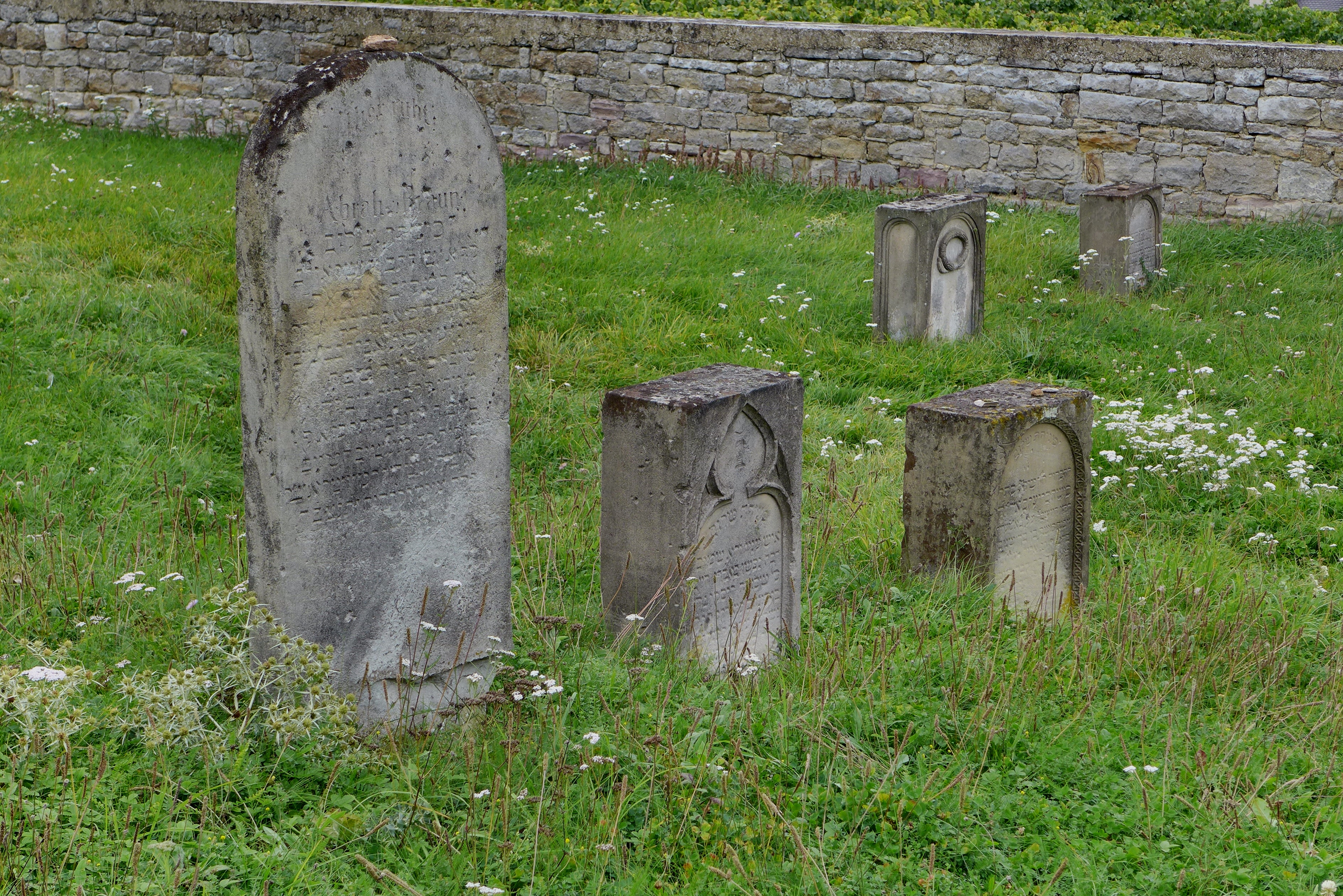
Jüdischer Friedhof in Flonheim

Der Jüdische Friedhof liegt südlich von Flonheim inmitten von Weinbergen.
Der jüdische Friedhof wurde vermutlich um 1830 in Ablösung des innerörtlichen Begräbnisplatzes in der Backhausgasse eröffnet. Er besitzt auf zwei Seiten eine Bruchsteinmauer, im Osten ein Tor mit gemauerten Pfeilern und schmiedeeisernen Flügeln.
Etwa 60 in Reihen aufgestellte Grabsteine (Mazewot), überwiegend aus Flonheimer Sandstein, ab Mitte des 19. Jahrhunderts bis 1936 mit teils zweisprachigen, oft abgewitterten Inschriften sind noch zu sehen. Die häufigen bogenförmigen Abschlüsse haben Reliefs, z. B. neugotisch mit Maßwerk und auch Levitenkanne. Daneben steht eine gebrochene Säule. Im hinteren, zuletzt belegten Abschnitt, stehen einige Stelen aus Schwarz-Schwedisch, einem Naturstein.
Nach Abbruch der Synagoge 1979 ist der Friedhof das einzig verbliebene anschauliche Zeugnis der untergegangenen jüdischen Gemeinde Flonheims.